# Virginie Újlaki
Virginie Újlaki (ur. 13 lutego 1984 w Neuilly-sur-Seine) – węgierska florecistka.

## Życiorys
W swoim dorobku ma złoty i srebrny medal mistrzostw Europy (2007, 2008) w konkurencji drużynowej jako reprezentantka Węgier.
Reprezentując Francję zdobyła w drużynie brązowy medal w (2009) roku.